# Nås distrikt

Nås distrikt är ett distrikt i Vansbro kommun och Dalarnas län. Distriktet ligger omkring Nås i södra Dalarna. 

## Tidigare administrativ tillhörighet
Distriktet inrättades 2016 och utgörs av Nås socken i Vansbro kommun.
Området motsvarar den omfattning Nås församling hade vid årsskiftet 1999/2000.

## Tätorter och småorter
I Nås distrikt finns en tätort och en småort.

### Tätorter
- Heden och Skansbacken

### Småorter
- Nås